# William Dudley (Schwimmer)
William Henry Dudley III. (* 15. Januar 1931 in New Orleans; † 18. Januar 1978 ebenda) war ein US-amerikanischer Schwimmer.

## Karriere
Dudley nahm im Alter von 17 Jahren mit der Staffel über 4 × 200 m Freistil an den Olympischen Spielen 1948 in London teil. Dort wurde er im Vorlauf eingesetzt und die Staffel qualifizierte sich für das Finale. Diese gewann den Wettbewerb später – da er aber nicht zum Einsatz kam, bekam er keine Goldmedaille.
Später absolvierte er die Castle Heights Military Academy in Lebanon und studierte bis 1953 an der Tulane University Maschinenbau. 1965 gründete der US-Amerikaner Dudley Engineering Co. Dudley starb 1978 im Alter von nur 47 Jahren.